# Aleuritopteris vandervekenii
Aleuritopteris vandervekenii är en kantbräkenväxtart som beskrevs av Pichi-serm. Aleuritopteris vandervekenii ingår i släktet Aleuritopteris och familjen Pteridaceae. Inga underarter finns listade.